# CONCACAF Nations League 2019-2020
La CONCACAF Nations League 2019-2020 è stata la prima edizione della CONCACAF Nations League. Il formato e il calendario della CONCACAF Nations League è stato ufficialmente approvato dalla CONCACAF nel novembre 2017.
Il 3 aprile 2020 sono state spostate le semifinali e la finale a giugno 2021 a causa della pandemia di COVID-19.

## Formula
Le 41 nazionali CONCACAF sono divise in tre leghe, con 12 squadre in Lega A (4 gironi da 3 squadre), 16 squadre in Lega B (4 gironi da 4 squadre) e 13 squadre in Lega C (3 gironi da 3 squadre e 1 girone da 4 squadre).
Le quattro nazionali vincitrici dei gironi della Lega A si qualificano per la Final Four e si sfidano nel giugno 2020 per la vittoria finale.
Con l'inizio dell'edizione inaugurale, si darà il via a promozioni e retrocessioni tra le leghe; le nazionali classificate all'ultimo posto di ogni girone retrocederanno nella lega inferiore e le prime di ogni girone verranno promosse alla lega superiore. Ovviamente, promozioni e retrocessioni non si applicheranno rispettivamente alla Lega A ed alla Lega C.
Nel settembre 2019 la CONCACAF ha stabilito che il torneo servirà anche come percorso di qualificazione alla CONCACAF Gold Cup 2021: si qualificheranno le prime due classificate di ogni gruppo della Lega A e le vincitrici dei quattro gruppi della lega B, mentre le quattro terze classificate della lega A, le quattro seconde classificate della lega B, e le quattro vincitrici dei gironi di lega C parteciperanno a degli spareggi per gli ultimi quattro posti disponibili.

## Date
Di seguito è riportato il programma della CONCACAF Nations League 2019-2020
| Fase           | Turno      | Date                |
| -------------- | ---------- | ------------------- |
| Qualificazioni | Giornata 1 | 6–11 settembre 2018 |
| Qualificazioni | Giornata 2 | 11–16 ottobre 2018  |
| Qualificazioni | Giornata 3 | 16–20 novembre 2018 |
| Qualificazioni | Giornata 4 | 21–24 marzo 2019    |
| Fase a gironi  | Giornata 1 | 5–7 settembre 2019  |
| Fase a gironi  | Giornata 2 | 8–10 settembre 2019 |
| Fase a gironi  | Giornata 3 | 10–12 ottobre 2019  |
| Fase a gironi  | Giornata 4 | 13–15 ottobre 2019  |
| Fase a gironi  | Giornata 5 | 14–16 novembre 2019 |
| Fase a gironi  | Giornata 6 | 17–19 novembre 2019 |
| Finali         | Semifinali | 3 giugno 2021       |
| Finali         | Finali     | 6 giugno 2021       |

## Squadre partecipanti
| Legenda                                                                                        |
| ---------------------------------------------------------------------------------------------- |
| Partecipanti alla quinta fase delle qualificazioni mondiali 2018, automaticamente nella Lega A |
| Partecipanti alle qualificazioni                                                               |
| Associazione sospesa e non partecipante alle qualificazioni                                    |

| Pos. | Squadra             | Pt.  |
| ---- | ------------------- | ---- |
| 1    | Messico             | 2047 |
| 2    | Stati Uniti         | 1853 |
| 3    | Costa Rica          | 1845 |
| 4    | Panama              | 1700 |
| 5    | Honduras            | 1669 |
| 6    | Giamaica            | 1516 |
| 7    | Canada              | 1448 |
| 8    | Guatemala           | 1417 |
| 9    | Haiti               | 1348 |
| 10   | El Salvador         | 1347 |
| 11   | Trinidad e Tobago   | 1339 |
| 12   | Martinica           | 1271 |
| 13   | Cuba                | 1146 |
| 14   | Guyana francese     | 1108 |
| 15   | Guadalupa           | 1089 |
| 16   | Nicaragua           | 1032 |
| 17   | Saint Kitts e Nevis | 1023 |
| 18   | Curaçao             | 1018 |
| 19   | Suriname            | 991  |
| 20   | Antigua e Barbuda   | 946  |
| 21   | Rep. Dominicana     | 925  |

| Pos. | Squadra                   | Pt. |
| ---- | ------------------------- | --- |
| 22   | Bermuda                   | 924 |
| 23   | Guyana                    | 914 |
| 24   | Belize                    | 853 |
| 25   | Bonaire                   | 799 |
| 26   | Grenada                   | 795 |
| 27   | Saint Vincent e Grenadine | 793 |
| 28   | Saint Lucia               | 773 |
| 29   | Barbados                  | 731 |
| 30   | Porto Rico                | 693 |
| 31   | Bahamas                   | 627 |
| 32   | Dominica                  | 563 |
| 33   | Aruba                     | 559 |
| 34   | Isole Cayman              | 543 |
| 35   | Turks e Caicos            | 483 |
| 36   | Montserrat                | 435 |
| 37   | Isole Vergini Americane   | 401 |
| 38   | Saint Martin              | 352 |
| 39   | Sint Maarten              | 336 |
| 40   | Anguilla                  | 261 |
| 41   | Isole Vergini Britanniche | 261 |

## Qualificazioni
Le qualificazioni si sono svolte fra il mese di settembre 2018 e quello di marzo 2019.

## Fase a gironi

### Sorteggio dei gruppi
Le nazionali di ogni lega sono state suddivise in varie urne sulla base del ranking CONCACAF di novembre 2018. Il sorteggio ha avuto luogo a Las Vegas il 27 marzo 2019.
| Urna | Squadra           | Pt    | Rank |
| ---- | ----------------- | ----- | ---- |
| 1    | Messico           | 1.998 | 1    |
| 1    | Stati Uniti       | 1.863 | 2    |
| 1    | Costa Rica        | 1.752 | 3    |
| 1    | Honduras          | 1.630 | 4    |
| 2    | Panama            | 1.579 | 5    |
| 2    | Canada            | 1.471 | 7    |
| 2    | Haiti             | 1.359 | 10   |
| 2    | Trinidad e Tobago | 1.342 | 11   |
| 3    | Martinica         | 1.286 | 12   |
| 3    | Cuba              | 1.152 | 13   |
| 3    | Curaçao           | 1.079 | 15   |
| 3    | Bermuda           | 865   | 23   |

| Urna | Squadra                   | Pt    | Rank |
| ---- | ------------------------- | ----- | ---- |
| 1    | Giamaica                  | 1.507 | 6    |
| 1    | El Salvador               | 1.380 | 9    |
| 1    | Nicaragua                 | 1.083 | 14   |
| 1    | Guyana francese           | 1.057 | 16   |
| 2    | Saint Kitts e Nevis       | 1.018 | 18   |
| 2    | Rep. Dominicana           | 983   | 19   |
| 2    | Suriname                  | 975   | 20   |
| 2    | Guyana                    | 953   | 21   |
| 3    | Antigua e Barbuda         | 930   | 22   |
| 3    | Belize                    | 831   | 24   |
| 3    | Saint Vincent e Grenadine | 821   | 25   |
| 3    | Saint Lucia               | 813   | 26   |
| 4    | Grenada                   | 749   | 28   |
| 4    | Aruba                     | 638   | 31   |
| 4    | Dominica                  | 593   | 32   |
| 4    | Montserrat                | 478   | 35   |

| Urna | Squadra                   | Pt    | Rank |
| ---- | ------------------------- | ----- | ---- |
| 1    | Guatemala                 | 1.419 | 8    |
| 1    | Guadalupa                 | 1.054 | 17   |
| 1    | Bonaire                   | 766   | 27   |
| 1    | Barbados                  | 707   | 29   |
| 2    | Porto Rico                | 665   | 30   |
| 2    | Bahamas                   | 582   | 33   |
| 2    | Isole Cayman              | 532   | 34   |
| 2    | Turks e Caicos            | 453   | 36   |
| 3    | Isole Vergini Americane   | 392   | 37   |
| 3    | Saint-Martin              | 338   | 38   |
| 3    | Sint Maarten              | 328   | 39   |
| 3    | Isole Vergini Britanniche | 257   | 40   |
| 3    | Anguilla                  | 250   | 41   |

### Lega A

#### Gruppo A
| Squadra     | Pt | G | V | N | P | GF | GS | DG  |
| ----------- | -- | - | - | - | - | -- | -- | --- |
| Stati Uniti | 9  | 4 | 3 | 0 | 1 | 15 | 3  | +12 |
| Canada      | 9  | 4 | 3 | 0 | 1 | 10 | 4  | +6  |
| Cuba        | 0  | 4 | 0 | 0 | 4 | 0  | 18 | -18 |

| Squadra     | Stati Uniti (bandiera) | Canada (bandiera) | Cuba (bandiera) |
| ----------- | ---------------------- | ----------------- | --------------- |
| Stati Uniti |                        | 4 – 1             | 7 – 0           |
| Canada      | 2 – 0                  |                   | 6 – 0           |
| Cuba        | 0 – 4                  | 0 – 1             |                 |

#### Gruppo B
| Squadra | Pt | G | V | N | P | GF | GS | DG  |
| ------- | -- | - | - | - | - | -- | -- | --- |
| Messico | 12 | 4 | 4 | 0 | 0 | 13 | 3  | +10 |
| Panama  | 3  | 4 | 1 | 0 | 3 | 5  | 9  | -4  |
| Bermuda | 3  | 4 | 1 | 0 | 3 | 5  | 11 | -6  |

| Squadra | Messico (bandiera) | Panama (bandiera) | Bermuda (bandiera) |
| ------- | ------------------ | ----------------- | ------------------ |
| Messico |                    | 3 – 1             | 2 – 1              |
| Panama  | 0 – 3              |                   | 0 – 2              |
| Bermuda | 1 – 5              | 1 – 4             |                    |

#### Gruppo C
| Squadra           | Pt | G | V | N | P | GF | GS | DG |
| ----------------- | -- | - | - | - | - | -- | -- | -- |
| Honduras          | 10 | 4 | 3 | 1 | 0 | 8  | 1  | +7 |
| Martinica         | 3  | 4 | 0 | 3 | 1 | 4  | 5  | -1 |
| Trinidad e Tobago | 2  | 4 | 0 | 2 | 2 | 3  | 9  | -6 |

| Squadra           | Honduras (bandiera) | Trinidad e Tobago (bandiera) | Martinica (bandiera) |
| ----------------- | ------------------- | ---------------------------- | -------------------- |
| Honduras          |                     | 4 – 0                        | 1 – 0                |
| Trinidad e Tobago | 0 – 2               |                              | 2 – 2                |
| Martinica         | 1 – 1               | 1 – 1                        |                      |

#### Gruppo D
| Squadra    | Pt | G | V | N | P | GF | GS | DG |
| ---------- | -- | - | - | - | - | -- | -- | -- |
| Costa Rica | 6  | 4 | 1 | 3 | 0 | 4  | 3  | +1 |
| Curaçao    | 5  | 4 | 1 | 2 | 1 | 3  | 3  | 0  |
| Haiti      | 3  | 4 | 0 | 3 | 1 | 3  | 4  | -1 |

| Squadra    | Costa Rica (bandiera) | Haiti (bandiera) | Curaçao (bandiera) |
| ---------- | --------------------- | ---------------- | ------------------ |
| Costa Rica |                       | 1 – 1            | 0 – 0              |
| Haiti      | 1 – 1                 |                  | 1 – 1              |
| Curaçao    | 1 – 2                 | 1 – 0            |                    |

### Lega B

#### Gruppo A
| Squadra             | Pt | G | V | N | P | GF | GS | DG |
| ------------------- | -- | - | - | - | - | -- | -- | -- |
| Grenada             | 14 | 6 | 4 | 2 | 0 | 8  | 4  | +4 |
| Guyana francese     | 8  | 6 | 2 | 2 | 2 | 8  | 6  | +2 |
| Belize              | 6  | 6 | 2 | 0 | 4 | 6  | 12 | -6 |
| Saint Kitts e Nevis | 5  | 6 | 1 | 2 | 3 | 8  | 8  | 0  |

| Squadra             | Guyana francese (bandiera) | Saint Kitts e Nevis (bandiera) | Belize (bandiera) | Grenada (bandiera) |
| ------------------- | -------------------------- | ------------------------------ | ----------------- | ------------------ |
| Guyana francese     |                            | 3 – 1                          | 3 – 0             | 0 – 0              |
| Saint Kitts e Nevis | 2 – 2                      |                                | 0 – 1             | 0 – 0              |
| Belize              | 2 – 0                      | 0 – 4                          |                   | 1 – 2              |
| Grenada             | 1 – 0                      | 2 – 1                          | 3 – 2             |                    |

#### Gruppo B
| Squadra         | Pt | G | V | N | P | GF | GS | DG |
| --------------- | -- | - | - | - | - | -- | -- | -- |
| El Salvador     | 15 | 6 | 5 | 0 | 1 | 10 | 1  | +9 |
| Montserrat      | 8  | 6 | 2 | 2 | 2 | 4  | 5  | -1 |
| Rep. Dominicana | 7  | 6 | 2 | 1 | 3 | 5  | 5  | +0 |
| Saint Lucia     | 4  | 6 | 1 | 1 | 4 | 2  | 10 | -8 |

| Squadra         | El Salvador (bandiera) | Rep. Dominicana (bandiera) | Saint Lucia (bandiera) | Montserrat (bandiera) |
| --------------- | ---------------------- | -------------------------- | ---------------------- | --------------------- |
| El Salvador     |                        | 2 – 0                      | 3 – 0                  | 1 – 0                 |
| Rep. Dominicana | 1 – 0                  |                            | 3 – 0                  | 0 – 0                 |
| Saint Lucia     | 0 – 2                  | 1 – 0                      |                        | 0 – 1                 |
| Montserrat      | 0 – 2                  | 2 – 1                      | 1 – 1                  |                       |

#### Gruppo C
| Squadra           | Pt | G | V | N | P | GF | GS | DG  |
| ----------------- | -- | - | - | - | - | -- | -- | --- |
| Giamaica          | 16 | 6 | 5 | 1 | 0 | 21 | 1  | +20 |
| Guyana            | 10 | 6 | 3 | 1 | 2 | 12 | 10 | +2  |
| Antigua e Barbuda | 9  | 6 | 3 | 0 | 3 | 8  | 17 | -9  |
| Aruba             | 0  | 6 | 0 | 0 | 6 | 5  | 18 | -13 |

| Squadra           | Giamaica (bandiera) | Guyana (bandiera) | Antigua e Barbuda (bandiera) | Aruba (bandiera) |
| ----------------- | ------------------- | ----------------- | ---------------------------- | ---------------- |
| Giamaica          |                     | 1 – 1             | 6 – 0                        | 2 – 0            |
| Guyana            | 0 – 4               |                   | 5 – 1                        | 4 – 2            |
| Antigua e Barbuda | 0 – 2               | 2 – 1             |                              | 2 – 1            |
| Aruba             | 0 – 6               | 0 – 1             | 2 – 3                        |                  |

#### Gruppo D
| Squadra                   | Pt | G | V | N | P | GF | GS | DG  |
| ------------------------- | -- | - | - | - | - | -- | -- | --- |
| Suriname                  | 13 | 6 | 4 | 1 | 1 | 16 | 5  | +11 |
| Saint Vincent e Grenadine | 11 | 6 | 3 | 2 | 1 | 6  | 4  | +2  |
| Nicaragua                 | 7  | 6 | 2 | 1 | 3 | 9  | 11 | -2  |
| Dominica                  | 3  | 6 | 1 | 0 | 5 | 3  | 14 | -11 |

| Squadra                   | Nicaragua (bandiera) | Suriname (bandiera) | Saint Vincent e Grenadine (bandiera) | Dominica (bandiera) |
| ------------------------- | -------------------- | ------------------- | ------------------------------------ | ------------------- |
| Nicaragua                 |                      | 1 – 2               | 1 – 1                                | 3 – 1               |
| Suriname                  | 6 – 0                |                     | 0 – 1                                | 4 – 0               |
| Saint Vincent e Grenadine | 1 – 0                | 2 – 2               |                                      | 1 – 0               |
| Dominica                  | 0 – 4                | 1 – 2               | 1 – 0                                |                     |

### Lega C

#### Gruppo A
| Squadra                 | Pt | G | V | N | P | GF | GS | DG  |
| ----------------------- | -- | - | - | - | - | -- | -- | --- |
| Barbados                | 12 | 6 | 4 | 0 | 2 | 14 | 4  | +10 |
| Isole Cayman            | 12 | 6 | 4 | 0 | 2 | 7  | 8  | -1  |
| Saint-Martin            | 9  | 6 | 3 | 0 | 3 | 7  | 8  | -1  |
| Isole Vergini Americane | 3  | 6 | 1 | 0 | 5 | 3  | 11 | -8  |

| Squadra                 | Barbados (bandiera) | Isole Cayman (bandiera) | Saint-Martin (bandiera) | Isole Vergini Americane (bandiera) |
| ----------------------- | ------------------- | ----------------------- | ----------------------- | ---------------------------------- |
| Barbados                |                     | 3 – 0                   | 4 – 0                   | 1 – 0                              |
| Isole Cayman            | 3 – 2               |                         | 1 – 0                   | 1 – 0                              |
| Saint-Martin            | 1 – 0               | 3 – 0                   |                         | 1 – 2                              |
| Isole Vergini Americane | 0 – 4               | 0 – 2                   | 1 – 2                   |                                    |

#### Gruppo B
| Squadra                   | Pt | G | V | N | P | GF | GS | DG  |
| ------------------------- | -- | - | - | - | - | -- | -- | --- |
| Bahamas                   | 10 | 4 | 3 | 1 | 0 | 10 | 2  | +8  |
| Bonaire                   | 7  | 4 | 2 | 1 | 1 | 10 | 8  | +2  |
| Isole Vergini Britanniche | 0  | 4 | 0 | 0 | 4 | 5  | 15 | -10 |

| Squadra                   | Bonaire (bandiera) | Bahamas (bandiera) | Isole Vergini Britanniche (bandiera) |
| ------------------------- | ------------------ | ------------------ | ------------------------------------ |
| Bonaire                   |                    | 1 – 1              | 4 – 2                                |
| Bahamas                   | 2 – 1              |                    | 3 – 0                                |
| Isole Vergini Britanniche | 3 – 4              | 0 – 4              |                                      |

#### Gruppo C
| Squadra    | Pt | G | V | N | P | GF | GS | DG  |
| ---------- | -- | - | - | - | - | -- | -- | --- |
| Guatemala  | 12 | 4 | 4 | 0 | 0 | 25 | 0  | +25 |
| Porto Rico | 6  | 4 | 2 | 0 | 2 | 6  | 12 | -6  |
| Anguilla   | 0  | 4 | 0 | 0 | 4 | 2  | 21 | -19 |

| Squadra    | Guatemala (bandiera) | Porto Rico (bandiera) | Anguilla (bandiera) |
| ---------- | -------------------- | --------------------- | ------------------- |
| Guatemala  |                      | 5 – 0                 | 10 – 0              |
| Porto Rico | 0 – 5                |                       | 3 – 0               |
| Anguilla   | 0 – 5                | 2 – 3                 |                     |

#### Gruppo D
| Squadra        | Pt | G | V | N | P | GF | GS | DG  |
| -------------- | -- | - | - | - | - | -- | -- | --- |
| Guadalupa      | 12 | 4 | 4 | 0 | 0 | 20 | 2  | +18 |
| Turks e Caicos | 6  | 4 | 2 | 0 | 2 | 8  | 17 | -9  |
| Sint Maarten   | 0  | 4 | 0 | 0 | 4 | 6  | 15 | -9  |

| Squadra        | Guadalupa (bandiera) | Turks e Caicos (bandiera) | Sint Maarten (bandiera) |
| -------------- | -------------------- | ------------------------- | ----------------------- |
| Guadalupa      |                      | 10 – 0                    | 5 – 1                   |
| Turks e Caicos | 0 – 3                |                           | 3 – 2                   |
| Sint Maarten   | 1 – 2                | 2 – 5                     |                         |

## Fase finale

### Tabellone
|  | Semifinali    | Semifinali    | Semifinali |         |                   | 1º/2º posto       | 1º/2º posto    | 1º/2º posto |  |
|  |               |               |            |         |                   |                   |                |             |  |
|  | Honduras      | Honduras      | 0          |         |                   |                   |                |             |  |
|  | Honduras      | Honduras      | 0          |         |                   |                   |                |             |  |
|  | Stati Uniti   | Stati Uniti   | 1          |         |                   |                   |                |             |  |
|  | Stati Uniti   | Stati Uniti   | 1          |         | Stati Uniti (dts) | Stati Uniti (dts) | 3              |             |  |
|  |               |               |            |         | Stati Uniti (dts) | Stati Uniti (dts) | 3              |             |  |
|  |               |               | Messico    | Messico | 2                 |                   |                |             |  |
|  | Messico (dtr) | Messico (dtr) | Messico    | Messico | 2                 | 0 (5)             |                |             |  |
|  | Messico (dtr) | Messico (dtr) |            |         |                   | 0 (5)             |                |             |  |
|  | Costa Rica    | Costa Rica    | 0 (4)      |         |                   | 3º/4º posto       | 3º/4º posto    | 3º/4º posto |  |
|  | Costa Rica    | Costa Rica    | 0 (4)      |         |                   |                   |                |             |  |
|  |               |               |            |         |                   |                   |                |             |  |
|  |               |               |            |         |                   | Honduras (dtr)    | Honduras (dtr) | 2 (5)       |  |
|  |               |               |            |         |                   | Honduras (dtr)    | Honduras (dtr) | 2 (5)       |  |
|  |               |               |            |         |                   | Costa Rica        | Costa Rica     | 2 (4)       |  |

### Semifinali
| Arbitro: | Oshane Nation |

|  |           |                |
|  | Marcatori | 89’ Siebatcheu |

| Arbitro: | Bryan López |

|                                           |                      |                                           |
| Antuna Lozano Pineda Pulido Romo Gallardo | Tiri di rigore 5 – 4 | Venegas Duarte Alfaro Lassiter Calvo Cruz |

### Finale 3º posto
| Arbitro: | Reon Radix |

|                                          |                      |                                           |
| Rodríguez 48’ Elis 80’                   | Marcatori            | 8’ Campbell 85’ Calvo                     |
| López Elis Benguché Toro Acosta Alvarado | Tiri di rigore 5 – 4 | Venegas Calvo Lassiter Torres Mora Tejeda |

### Finale
| Arbitro: | John Pitti |

|                                            |           |                      |
| Reyna 29’ McKennie 82’ Pulisic 114’ (rig.) | Marcatori | 2’ Corona 79’ Lainez |